# Koch Bihar (distrikt)
Koch Bihār är ett distrikt i Indien.   Det ligger i delstaten Västbengalen, i den östra delen av landet, 1 200 km öster om huvudstaden New Delhi. Antalet invånare är 2 819 086.
Följande samhällen finns i Koch Bihār:
- Koch Bihār
- Dīnhāta
- Mātābhānga
- Tufānganj
- Haldībāri